# Bep van Mokumplein

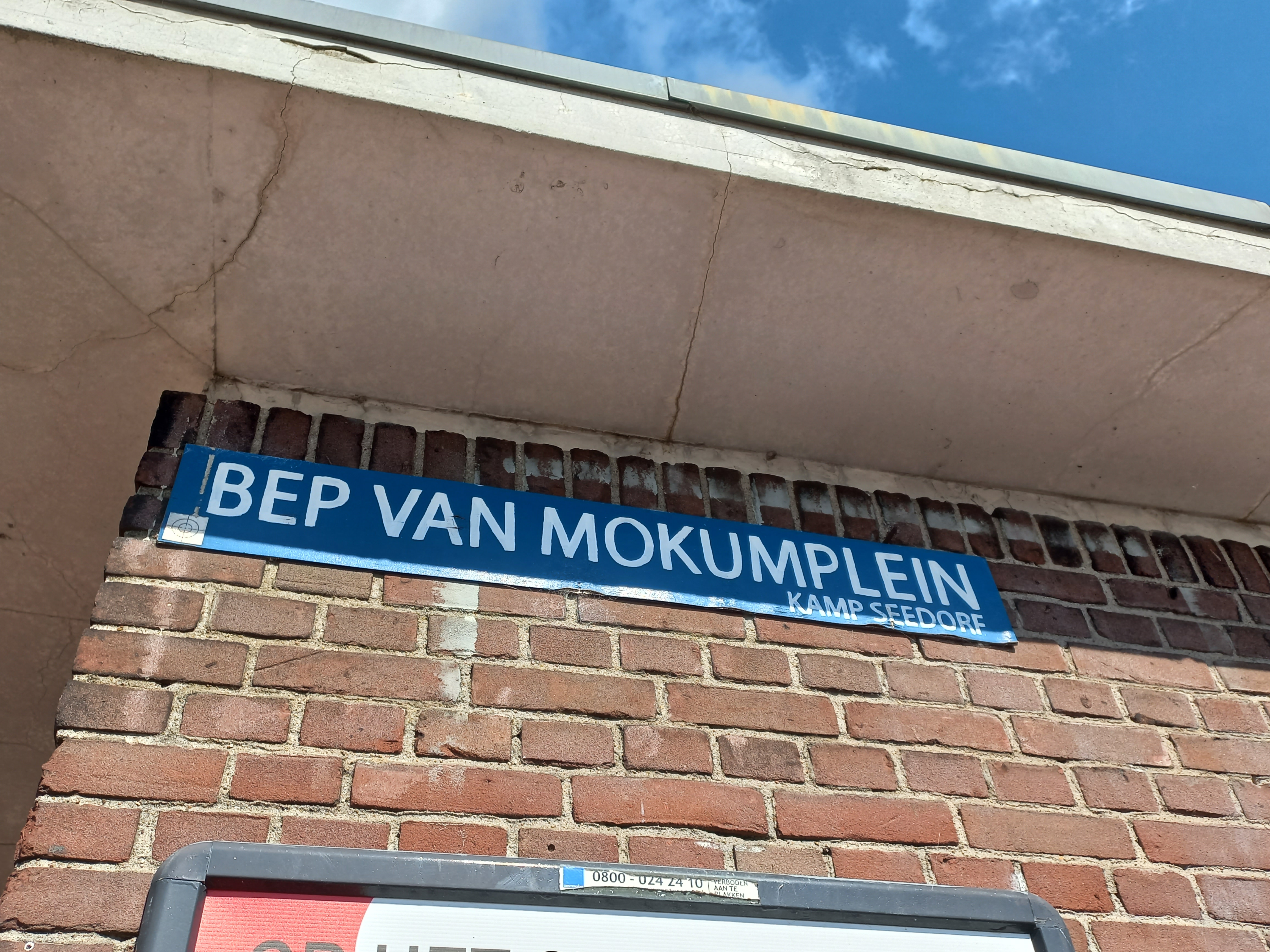
Straatnaambord (september 2024)

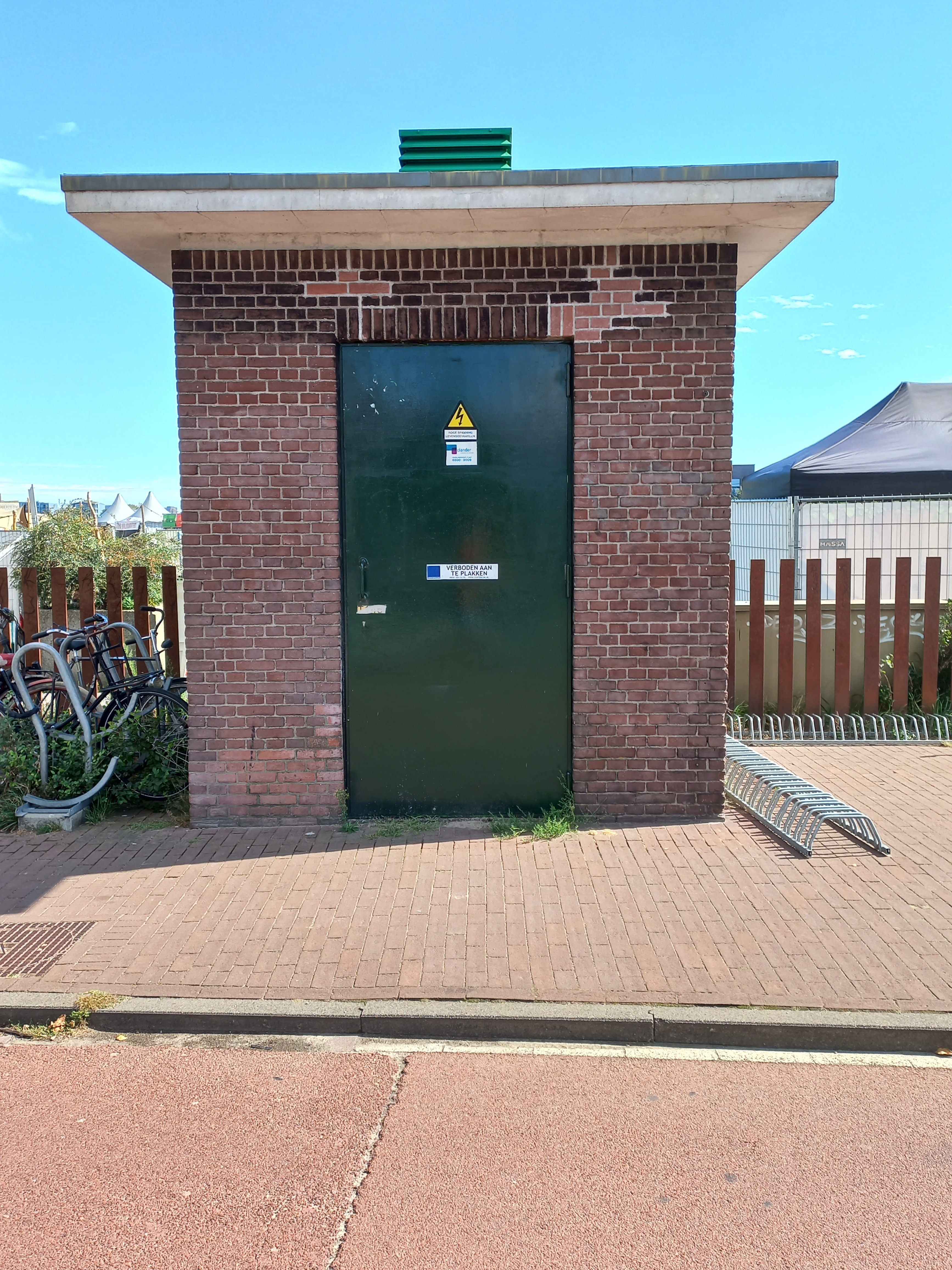
Gebouw (september 2024)

Het Bep van Mokumplein is een officieus plein in Amsterdam-Centrum.

## Plein
Het plein is officieel niet afgebakend voor de Basisadministratie Adressen en Gebouwen (BAG). Het is in 2011 benoemd door kunstenaarscollectief Kamp Seedorf. Zij eerden met de tenaamstelling het personage Bep van Mokum uit Jiskefet. Michiel Romeyn vertolkte dit personage met schrijnend levensverhaal, die hersteltrainer was geweest bij BUVOVV, maar zelf als voetbalanalist liever van kogelslingeren hield. De grootste liefhebberij van de leden van Kamp Seedorf is voetbal; ze hebben zich vernoemd naar Clarence Seedorf.
Kamp Seedorf gebruikte een elektriciteitshuisje om hun naambord aan op te hangen. Kamp Seedorf gaf meerdere straten en pleinen in Amsterdam op die manier een nieuwe naam. Deze namen werden “door dieven in de nacht” aangebracht, waren dan plotseling leesbaar om vervolgens weer te verdwijnen met schoonmaak of als gevolg van regen en wind. Ze omschrijven hun kunstwerken dan ook als semipermanent.
Amsterdam kent bij plaatsing al een traditie van officieuze pleinen, vaak uitgeroepen door buurtbewoners, zie bijvoorbeeld het Maarten van Roozendaalplein, dat alleen in 2023 bestond.

## Gebouw
Het pleintje kent maar één gebouw(tje), dat het adres heeft van Westerdoksdijk 80. Het gebouwtje, vermoedelijk uit de jaren veertig of vijftig (of daarna als zodanig herbouwd), is altijd onopvallend geweest. Het is te zien op een foto uit 1952 waarbij het in de schaduw staat van het kantoor en de opslagloods van de Holland Amerika Lijn op het Stenen Hoofd.   Het staat daarbij in de oksel van het Stenen Hoofd en die Westerdoksdijk en heeft de signatuur van de huisjes die de Dienst der Publieke Werken voor het latere GE(B) ontwierp. Nadat de scheepvaart en scheepsbouw zich terugtrokken uit het gebied rondom het Westerdok kwamen hier woningen binnen het segment hoogbouw. In 2024 staat het gebouw al jaren afgezonderd van de rest van de bebouwing. Het gebouw met een vloeroppervlak van amper negen m² is kijkend naar het baksteen minstens één keer gerenoveerd. Het Stenen Hoofd is dan een onbestemd terrein voor allerlei culturele manifestaties.